# ᶊ
ᶊ, appelé s crochet palatal, est une lettre latine qui était utilisée dans l'alphabet phonétique international, rendu obsolète en 1989, lors de la convention de Kiel.

## Utilisation
La lettre ᶊ était utilisée pour représenter une consonne fricative alvéolaire sourde palatalisée, représentée après 1989 par [sʲ].

## Représentations informatiques
Le s crochet palatal peut être représenté avec les caractères Unicode suivants (Latin étendu – extensions phonétiques – supplément) :
| formes    | représentations | chaînes de caractères | points de code | descriptions                              |
| --------- | --------------- | --------------------- | -------------- | ----------------------------------------- |
| minuscule | ᶊ               | ᶊ                     | U+1D8A         | lettre minuscule latine s crochet palatal |

Avant l’ajout de U+1D8A à Unicode 4.1 en mars 2005, le s crochet palatal pouvait être représenté approximativement avec les caractères Unicode suivants (Latin de base, diacritiques) :
| formes    | représentations | chaînes de caractères | points de code | descriptions                                          |
| --------- | --------------- | --------------------- | -------------- | ----------------------------------------------------- |
| minuscule | s̡               | s◌̡                    | U+0073 U+0321  | lettre minuscule latine s diacritique crochet palatal |